# تریومف راکت ۳
تریومف راکت ۳ (انگلیسی: Triumph Rocket 3) یک موتورسیکلت توسط سازنده موتورسیکلت تریومف مانند نسل قبلی خود، Rocket III، با انجینی مشخص می‌شود که با حجم ۲۴۵۸ سی‌سی (۱۵۰٫۰ مکعب اینچ)، بسیار بزرگتر از هر موتورسیکلت تولیدی دیگری است و در نتیجه گشتاور بسیار بالاتری دارد. این محصول در سه شکل مختلف ساخته شده است.